# Nielsen Car Group
Nielsen Car Group Holding A/S er en dansk bilforhandler- og autoværkstedskæde med 11 afdelinger og hovedkvarter i Silkeborg. De forhandler, markedsfører, servicerer og vedligeholder personbiler og varebiler af mærkerne Ford, Mazda, Kia, Renault, Dacia og Volvo. Selskabet blev etableret af Bjarne Nielsen i 1992 under navnet Bjarne Nielsen Holding A/S og i 2020 skiftede de navn til Nielsen Car Group Holding. I 2022 havde de ca. 500 ansatte og en omsætning på ca. 2,6 mia. danske kroner.